# Người con của Rồng
Người con của Rồng là một bộ phim hoạt hình 3D của đạo diễn Phạm Minh Trí, ra mắt lần đầu vào ngày 13 tháng 9 năm 2010 tại rạp Kim Đồng, trong dịp chào mừng Đại lễ ngàn năm Thăng Long. Ngày 10 tháng 10 năm 2010, bộ phim chính thức trình chiếu trên sóng Đài truyền hình Việt Nam.

## Lịch sử
Truyện phim kể về tuổi thơ của Lý Công Uẩn (sau là vua Lý Thái Tổ), thuở nhỏ đã ham học chữ, học võ, học đạo lý làm người từ hai người cha tinh thần là nhà sư Vạn Hạnh và Rồng Vàng.

## Nội dung
Lý Công Uẩn là một cậu bé rất nghịch ngợm, thông minh và có sức vóc hơn người, có tình yêu quê hương làng xóm, với những người thầy, người cha, những người bạn của mình. Câu chuyện đưa người xem vào thế giới vừa thực vừa ảo của Lý Công Uẩn trên con đường đi tìm người cha đích thực của mình.
Từ hai người cha ấy, Lý Công Uẩn trở nên đấng nam nhi trí dũng song toàn và trở thành vua Lý Thái Tổ, vị vua đầu tiên mở đầu vương triều Lý, thực hiện công cuộc dời đô từ Hoa Lư về Đại La và đặt tên Thăng Long mở ra phúc lớn cho nhân dân Việt Nam.

## Ê-kíp
- Chủ nhiệm: Nguyễn Cao Bình, Phạm Gia Hiên
- Họa sĩ: Nguyễn Thị Phương Hoa, Phạm Phương Như Ý
- Tạo hình: Lý Thu Hà, Phạm Minh Trí, Nguyễn Thị Phương Hoa
- Âm nhạc: Đặng Hữu Phúc
- Âm thanh: Bành Bắc Hải
- Cố vấn chuyên môn: GS.TS.Nghệ sĩ Nhân dân Ngô Mạnh Lân, Nghệ sĩ ưu tú Mai Long, GS Lê Văn Lan
- Phân cảnh: Phạm Minh Trí
- Dựng phim: Phạm Phương Hạnh Tâm
- Đồ họa: Nguyễn Thị Phương Hoa, Nguyễn Cao Hoàng
- Tổng hợp hình ảnh: Huỳnh Vĩnh Sơn, Hoàng Mạnh Duy
- Kỹ xảo: Nguyễn Cao Hoàng, Hoàng Mạnh Duy
- Lồng tiếng: Trần Hạnh (Thiền sư), Đức Trung[liên kết hỏng] (Rồng Vàng - Cá chép), Trung Hiếu (Sứ thần - phú ông), Nguyễn Tiến Minh Nhật (Lý Công Uẩn - nhỏ), Đới Anh Quân (Lý Công Uẩn - lớn), Triệu Trung Kiên (Vạn Hạnh), Phú Thăng (Lê Đại Hành), Như Ngọc (Hoàng tử Long Việt), Mai Phương (cô Ngà),[cần dẫn nguồn] (tướng nhà Đinh - viên quan), Thanh Tùng (võ tướng ngoại bang), Nguyễn Tiến Dũng (ông Thiện - Rắn Đen), Đình Chiến (ông Ác), Thúy An (Sen - nhỏ), Y Vân (Sen - lớn), Nguyễn Thành Đạt (cu Nhớn), Bùi Hồng Quang (cu Béo), Dương Quang Linh (cu Còm), Anh Quân (tiểu Kều), Nguyễn Nam (tiểu Lùn), Hoàng Mây - Quang Anh - Hoàng Kim - Hoàng Lâm (bầy khỉ), Hoàng Dũng (chim Yểng).

## Hậu trường

Đạo diễn Phạm Minh Trí với phác thảo cảnh phim Người con của Rồng

Để thực hiện bộ phim này, các họa sĩ đã phải tạo hình 30 nhân vật chính - phụ, thiết kế 20 bối cảnh lớn và hơn 800 cảnh diễn. Các nhà làm phim đã khéo léo kể một câu chuyện khá hấp dẫn khán giả nhỏ tuổi. Tiểu Lý ra đời giống như câu chuyện về nòi giống Tiên - Rồng của dân tộc Việt và lớn lên dưới bàn tay nuôi nấng của thiền sư Vạn Hạnh. Bên cạnh lòng ham học, tiểu Lý cũng là một cậu bé rất tinh nghịch với những trò chơi con trẻ. Sự xuất hiện của những nhân vật được nhân cách hóa thú vị, như: hai ông Hộ pháp, những chú Khỉ con... khiến bộ phim trở nên sinh động và hấp dẫn.

## Vinh danh
- Giải thưởng phim hoạt hình xuất sắc nhất, đạo diễn xuất sắc nhất (Phạm Minh Trí) - Cánh diều Vàng (2010).